# Persona 3 The Movie: No. 2, Midsummer Knight's Dream
Правильна назва цієї сторінки — Persona 3 The Movie: #2 Midsummer Knight's Dream, але її не можна використовувати через технічні обмеження.
«Persona 3 The Movie: #2 Midsummer Knight's Dream» (яп. 劇場版「ペルソナ3」第2章, кириліз.: Ґекіджьобан Перусона 3 Даі Ні Шьо; укр. Персона 3. Фільм 2: Літній сон лицаря) — японський анімаційний фільм 2014 року. Це друга частина серії фільмів, що адаптує рольову відеогру Persona 3, спочатку розроблену і видану у 2006 році компанією Atlus. Режисером виступив Томохіса Таґучі, а сценаристом — Джюн Кумаґаі. Прем'єра фільму відбулася 7 червня 2014 року.

## Акторський склад
- Акіра Ішіда — Макото Юкі, Фароз
- Меґумі Тойоґучі — Юкарі Такеба
- Кьосуке Торіюмі — Джюнпеі Іорі
- Ріе Танака — Міцуру Кіріджьо
- Хікару Мідорікава — Акіхіко Санада
- Маміко Ното — Фуука Ямаґіші
- Кадзуя Накаі — Шінджіро Араґакі
- Маая Сакамото — Аіґіс
- Меґумі Оґата — Кен Амада
- Ісаму Танонака — Ігор
- Міюкі Савашіро — Елізабет, Чідорі Йошіно
- Шінія Такахаші — Коромару
- Хідеюкі Хорі — Шюджі Ікуцукі[1]
- Масая Оносака — Джін Шірато
- Нобютоші Канна — Такая Сакакі
- Ацумі Танедзакі — Нацукі Моріяма
- Юка Комацу — Ісако Торіюмі
- Ясунорі Масутані — Такехару Кіріджьо
- Фуміко Орікаса — Маіко Оохаші

## Виробництво
«Persona 3 The Movie: #2 Midsummer Knight's Dream» був анімований компанією A-1 Pictures. Основна команда складалася здебільшого з тих самих людей, які працювали над попередньою частиною.
Вперше натяк на продовження з'явився в титрах наприкінці фільму «Persona 3 The Movie: #1 Spring of Birth» — повнометражного художнього фільму, що стартував у японському прокаті 23 листопада 2013 року. Перший офіційний трейлер вийшов 15 лютого 2014 року і продемонстрував короткий огляд подій першого розділу, а також кадри з безліччю нових персонажів, включаючи Аіґіс, Кена Амаду, Коромару і його Персону, Цербера і групу зловмисників, відому як Стреґа. У трейлері також прозвучав діалог Маї Сакамото в ролі голосу Аіґіс, а також головна пісня фільму під назвою «Fate is In Our Hands» від Lotus Juice.

## Саундтрек
Фонову музику до фільму написав Тецуя Кобаяші.
Головна пісня фільму — «Fate is In Our Hands», написана та аранжована Шоджі Меґуро у виконанні гурту Lotus Juice.
| Persona 3 The Movie #2 Midsummer Knight's Dream Theme Song CD | Persona 3 The Movie #2 Midsummer Knight's Dream Theme Song CD | Persona 3 The Movie #2 Midsummer Knight's Dream Theme Song CD | Persona 3 The Movie #2 Midsummer Knight's Dream Theme Song CD |
| #                                                             | Назва                                                         | Vocalist                                                      | Тривалість                                                    |
| ------------------------------------------------------------- | ------------------------------------------------------------- | ------------------------------------------------------------- | ------------------------------------------------------------- |
| 1.                                                            | «Fate is In Our Hands»                                        | Lotus Juice                                                   | 04:46                                                         |
| 2.                                                            | «Mass Destruction -Lotus Juice Remix-»                        | Lotus Juice                                                   | 04:25                                                         |
| 3.                                                            | «Deep Breath Deep Breath -Lotus Juice Remix-»                 | Lotus Juice                                                   | 05:16                                                         |
| 4.                                                            | «Fate is In Our Hands -karaoke ver.-»                         | Lotus Juice                                                   | 04:45                                                         |
| 19:12                                                         |                                                               |                                                               |                                                               |

## Огляди
Річард Айзенбейс з Котаку дав фільму вищу оцінку, ніж першій частині, вважаючи, що тут історія «набирає обертів». Він похвалив фільм за самодостатність, глибоку тематичну арку та розвиток персонажів, особливо Макото, чия боротьба з невпевненістю стала центральною темою. Також йому сподобалося знайомство з новими героями — Кеном, Коромару та Аіґіс — і динаміка між Макото та Аіґіс.

## Продовження
Продовження, під назвою «Persona 3 The Movie: #3 Falling Down», вийшло 4 квітня 2015 року.